# Lucas Hoyos
Lucas Adrián Hoyos (Guaymallén, Mendoza, Argentina; 29 de abril de 1989) es un futbolista argentino. Juega de arquero en el Club Atlético Newell's Old Boys de la Liga Profesional Argentina.

## Selección juvenil
- Integró el plantel Sub-20 en Cuadrangular realizado en 2008 en Asunción. Fue titular en la derrota 2-0 ante Colombia.
- Integró el plantel Sub-20 para el Sudamericano Sub-20 del 2009 realizado en Perú. Dirigido por Sergio Batista.
- Integró el plantel Sub-20 para el cuadrangular amistoso disputado en Fujieda, Namuza, Fokouri en Japón. Dirigido por Walter Perazzo. Fue titular en la goleada 4-0 ante un combinado regional de Shizuoka, 3-2 a Japón y 2-0 a Australia, siendo campeón del campeonato internacional.
- Disputó un amistoso contra La Liga Regional Sur de Santa Fe, con victoria 1-0, ingresando en el segundo tiempo en lugar de Diego Rodríguez.
- Disputó un amistoso contra la selección de Paraguay en Encarnación, victoria 1-0, siendo titular.

## Clubes
| Club                  | País      | Año         | PJ  | Goles | %    |
| --------------------- | --------- | ----------- | --- | ----- | ---- |
| Newell's              | Argentina | 2011        | 2   | 0     | 0    |
| San Martín de Tucumán | Argentina | 2011        | 32  | 0     | 0    |
| Gimnasia de Jujuy     | Argentina | 2012 - 2014 | 71  | 0     | 0    |
| Newell's              | Argentina | 2014        | 3   | 0     | 0    |
| Instituto             | Argentina | 2015 - 2016 | 66  | 0     | 0    |
| Atlético Rafaela      | Argentina | 2016 - 2017 | 26  | 0     | 0    |
| Instituto             | Argentina | 2017 - 2018 | 25  | 0     | 0    |
| Velez                 | Argentina | 2018 - 2022 | 135 |       | 0.76 |
| Newells               | Argentina | 2023 - Act. | 60  | 0     | 0.66 |